# Europamästerskapen i badminton 1970
Europamästerskapen i badminton 1970 anordnades den 17-19 april i Port Talbot, Wales.

## Medaljsummering
| Pl. | Nation       | Guld | Silver | Brons | Totalt |
| --- | ------------ | ---- | ------ | ----- | ------ |
| 1   | England      | 2    | 1      | 4     | 7      |
| 2   | Sverige      | 2    | 0      | 0     | 2      |
| 3   | Danmark      | 1    | 3      | 3     | 7      |
| 4   | Västtyskland | 0    | 1      | 3     | 4      |

## Resultat
| Event       | Guld                           | Silver                           | Brons                         |
| Herrsingel  | Sture Johnsson                 | Elo Hansen                       | Paul Whetnall                 |
| Herrsingel  | Sture Johnsson                 | Elo Hansen                       | Wolfgang Bochow               |
| Damsingel   | Eva Twedberg                   | Imre Nielsen                     | Lisbeth van Barnekow          |
| Damsingel   | Eva Twedberg                   | Imre Nielsen                     | Margaret Boxall               |
| Herrdubbel  | Elo Hansen Per Walsøe          | Erland Kops Henning Borch        | Siegfried Betz Roland Maywald |
| Herrdubbel  | Elo Hansen Per Walsøe          | Erland Kops Henning Borch        | David Eddy Roger Powell       |
| Damdubbel   | Margaret Boxall Susan Whetnall | Irmgard Latz Marieluise Wackerow | Karin Jørgensen Anne Berglund |
| Damdubbel   | Margaret Boxall Susan Whetnall | Irmgard Latz Marieluise Wackerow | Gillian Perrin Margaret Beck  |
| Mixeddubbel | David Eddy Susan Whetnall      | Derek Talbot Gillian Perrin      | Per Walsøe Anne Berglund      |
| Mixeddubbel | David Eddy Susan Whetnall      | Derek Talbot Gillian Perrin      | Wolfgang Bochow Irmgard Latz  |